# Soviet Military Power

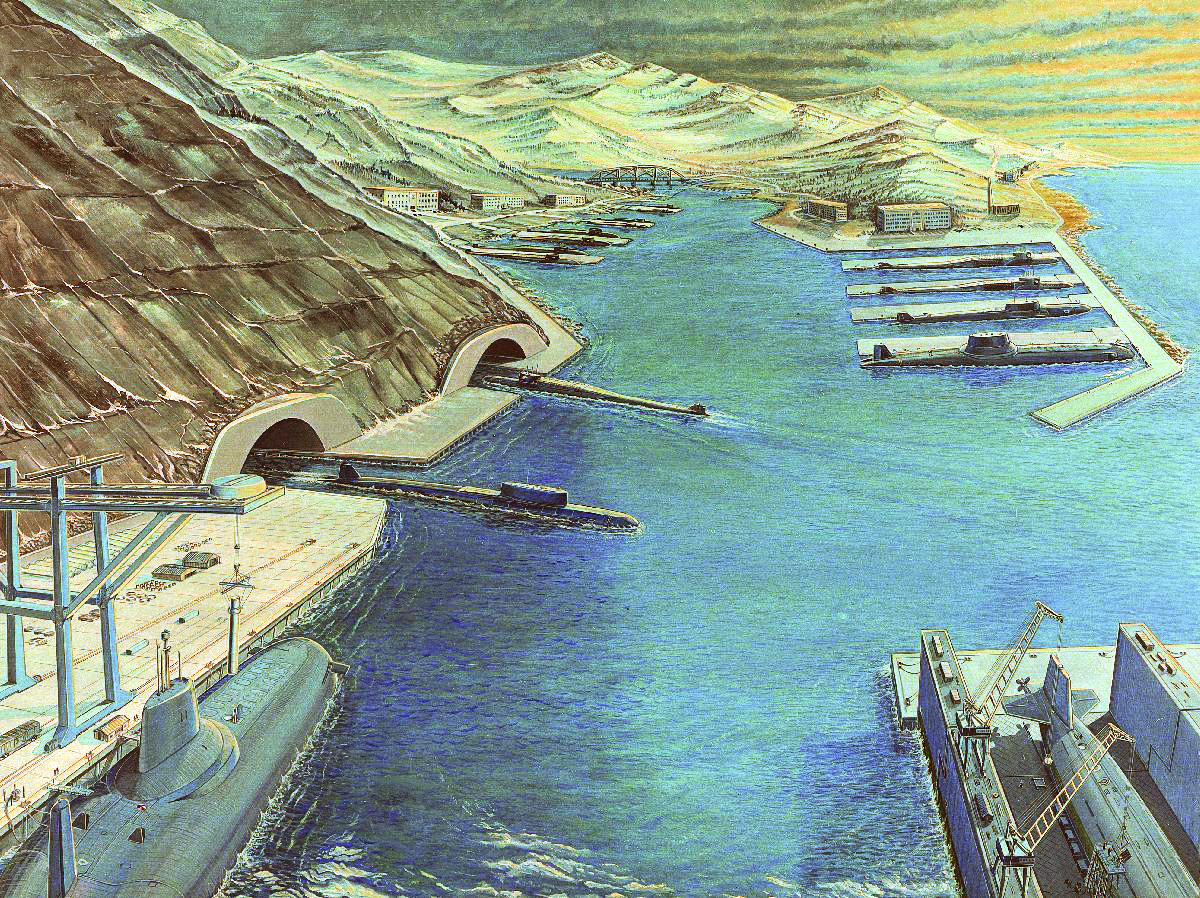
Иллюстрация из журнала Soviet Military Power, показывающая подземную базу атомных подводных лодок

Soviet Military Power (рус. «Советская военная мощь») — ежегодное иллюстрированное информационно-пропагандистское издание, публиковавшееся Министерством обороны США в 1981—1991 годах. 

## Издание
Составлением и оформлением журнала занималось Разведывательное управление Минобороны (РУМО). Особую ценность представляет частично опубликованная в издании богатая коллекция графических изображений (более тысячи картин) советской военной техники, созданная художниками РУМО в 1965—1989 годах. Последний выпуск 1991 года вышел под названием «Вооружённые силы в переходный период».
Издание представляло собой журнал объемом около 100 страниц. Первое издание 1981 года было напечатано тиражом в 36 тысяч экземпляров и распространено среди сотрудников Министерства обороны, правительства США, а также средств массовой информации. Любой желающий мог приобрести экземпляр журнала в почтовых отделениях за $6,50. По словам Каспара Уайнбергера, занимавшего в администрации Рональда Рейгана пост министра обороны, Soviet Military Power был призван продемонстрировать американцам растущий дисбаланс между советской военной мощью и американской. В статьях и таблицах, содержавших описание и технические характеристики советских систем вооружения, часто допускались ошибки и неточности, как правило, завышавшие качественные и количественные показатели советского оружия. К примеру, завышались показатели величины боевого радиуса самолётов Ту-22М и Ту-160; в издании 1987 года говорилось о новейшем 240-мм самоходном миномёте, способном вести стрельбу снарядами с ядерной головной частью, тогда как этот миномёт (2С4 Тюльпан) состоял на вооружении СА с 1974 года, и так далее.

Иллюстрации из журнала
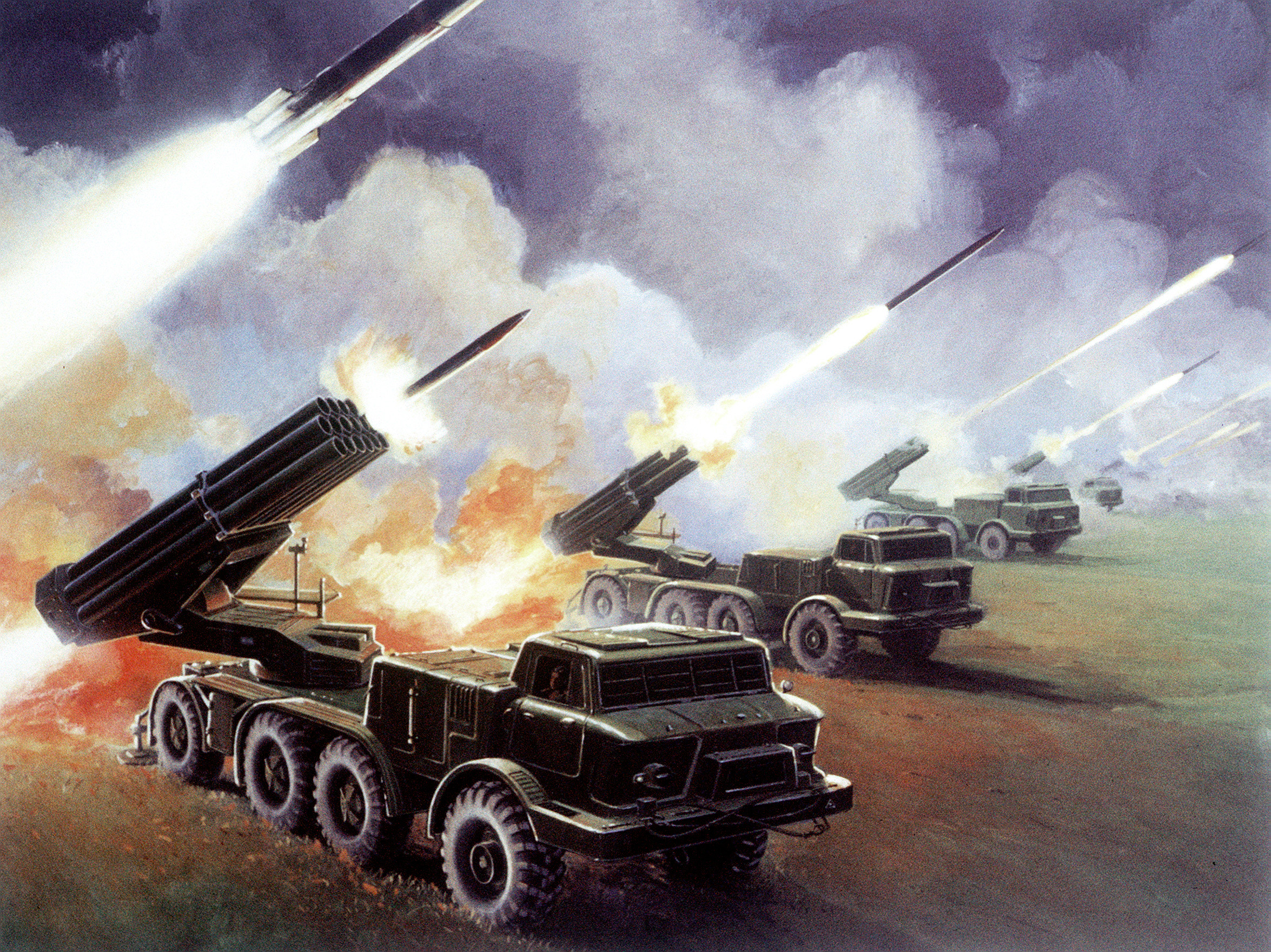
Батарея РСЗО БМ-27 «Ураган»
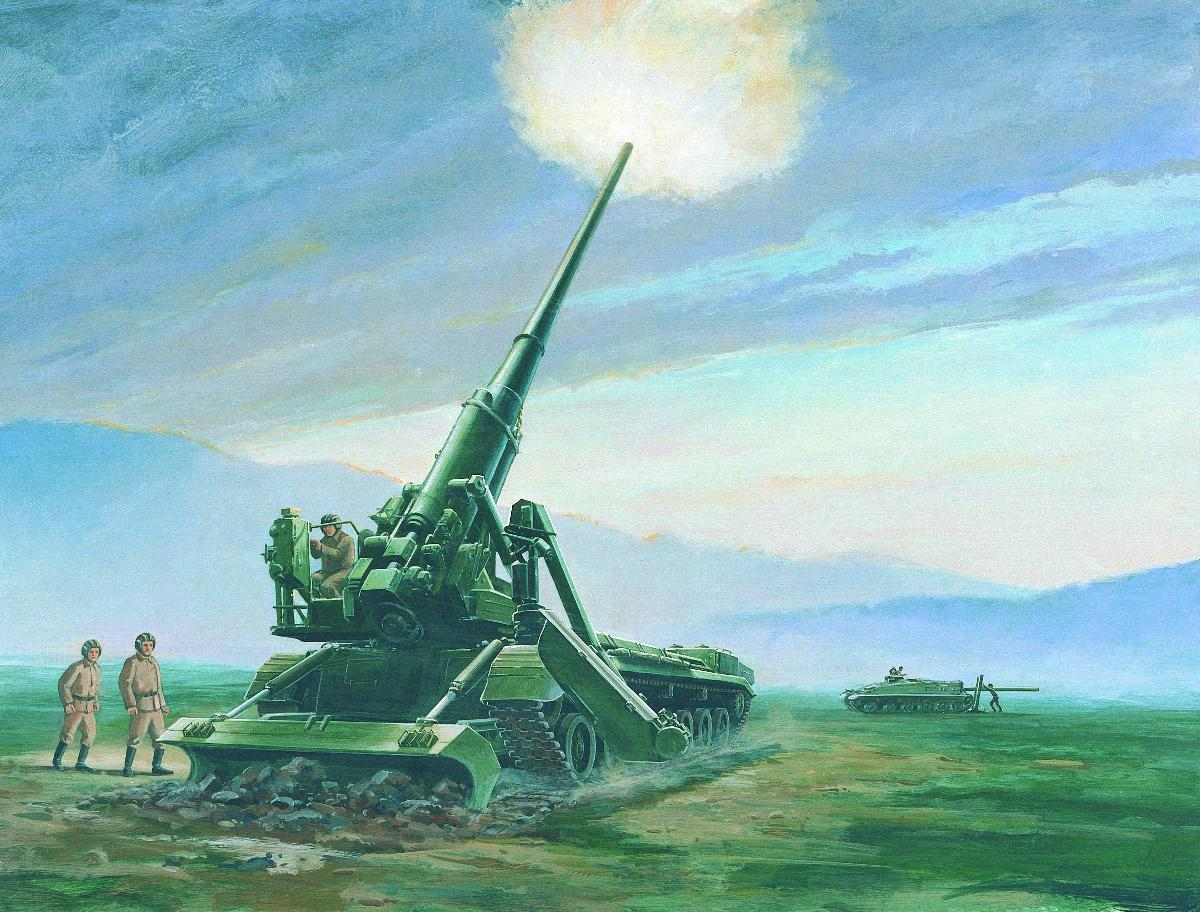
Тяжёлая самоходная артиллерийская установка 2С7 «Пион»
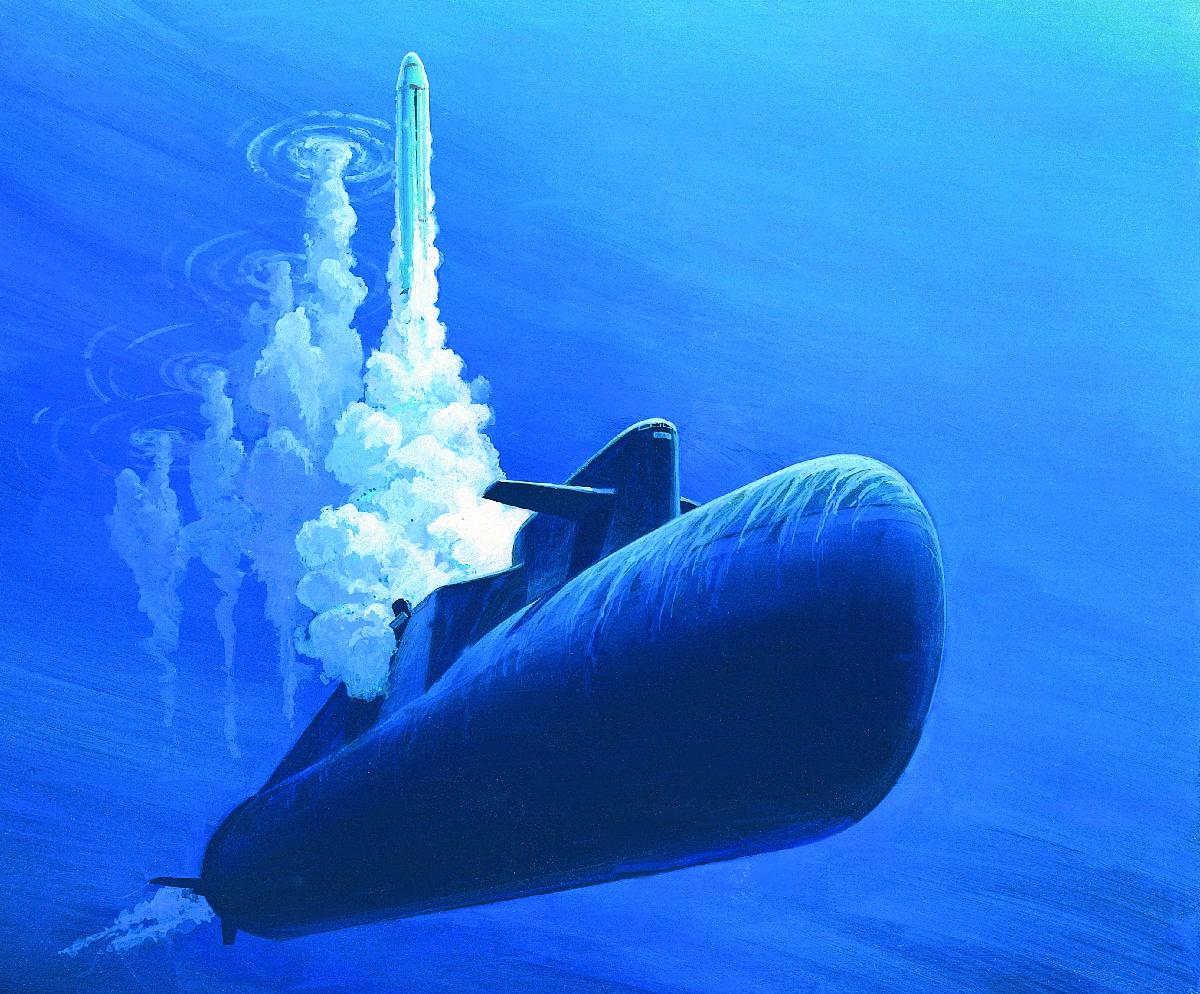
АПЛ проекта 677БДР «Кальмар»
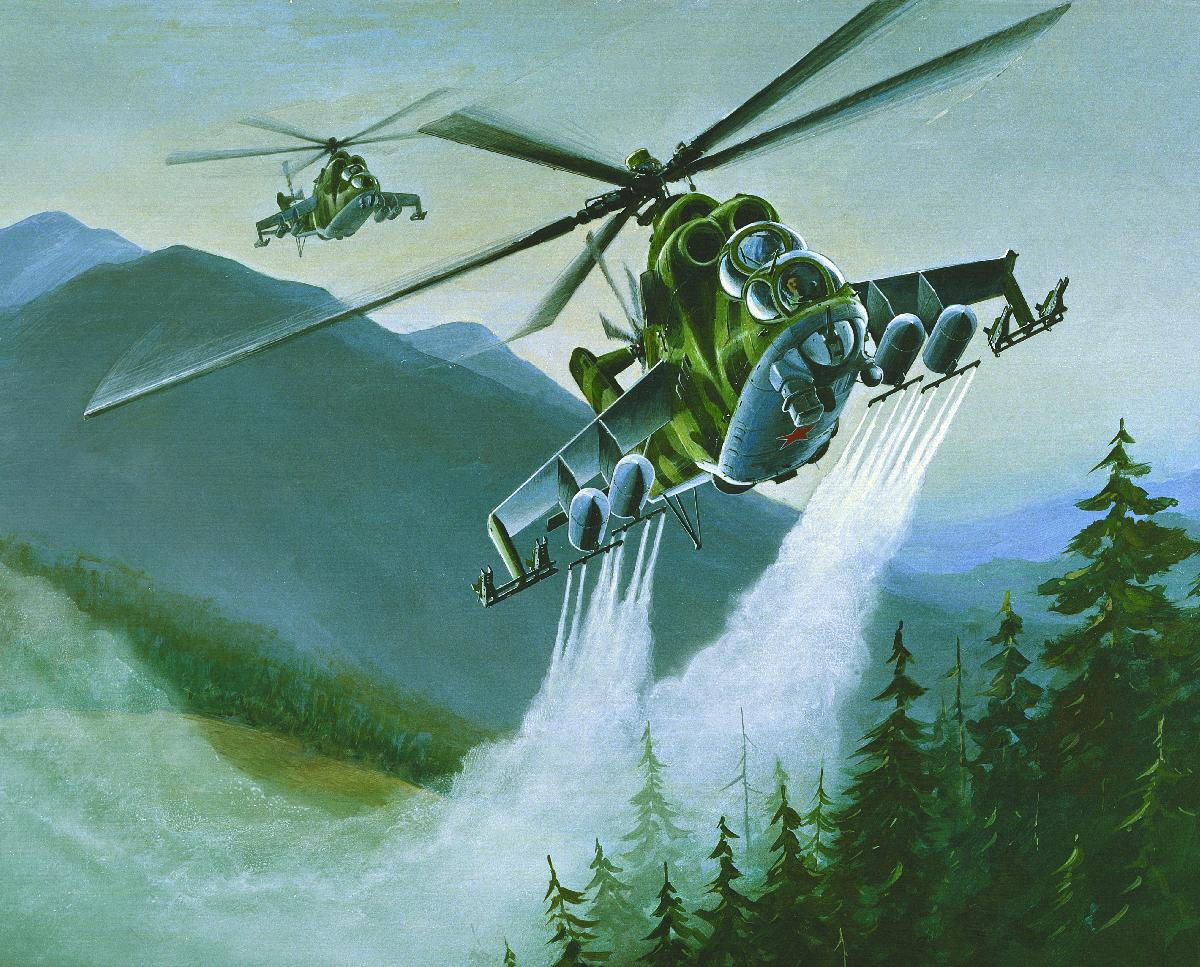
Распыление веществ с вертолета Ми-24
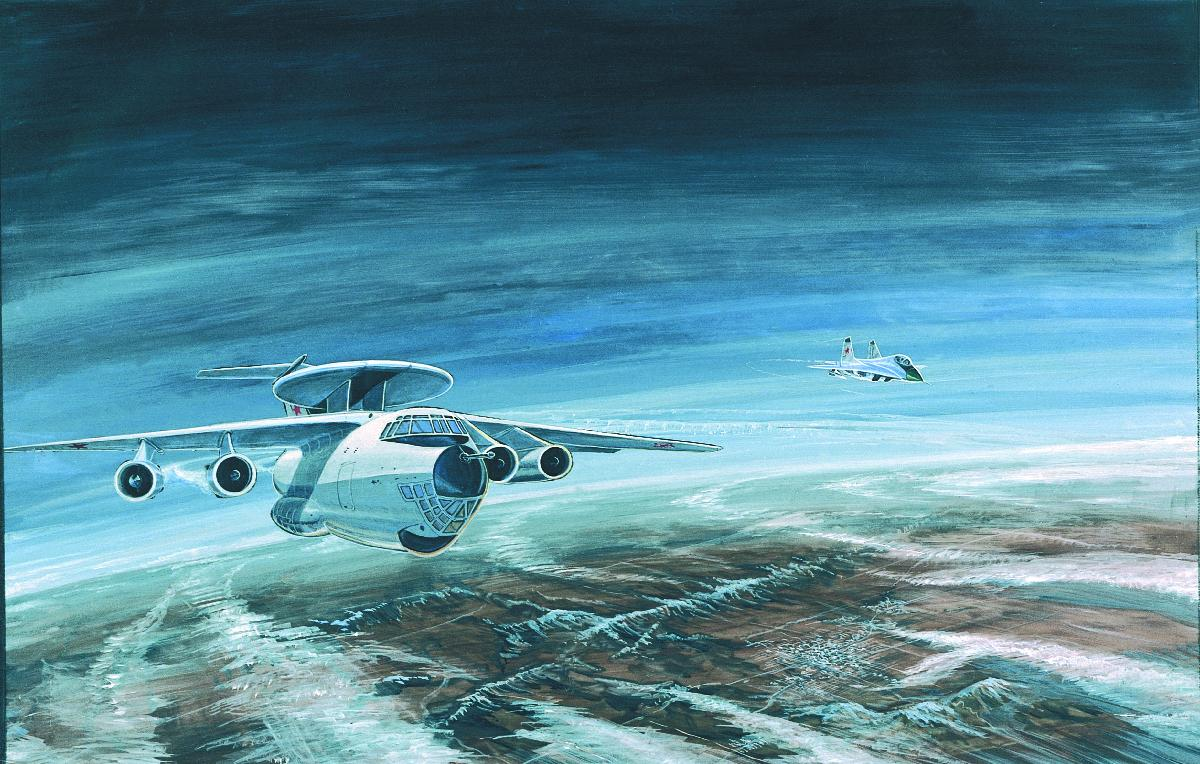
Самолёт ДРЛО А-50 и МиГ-29
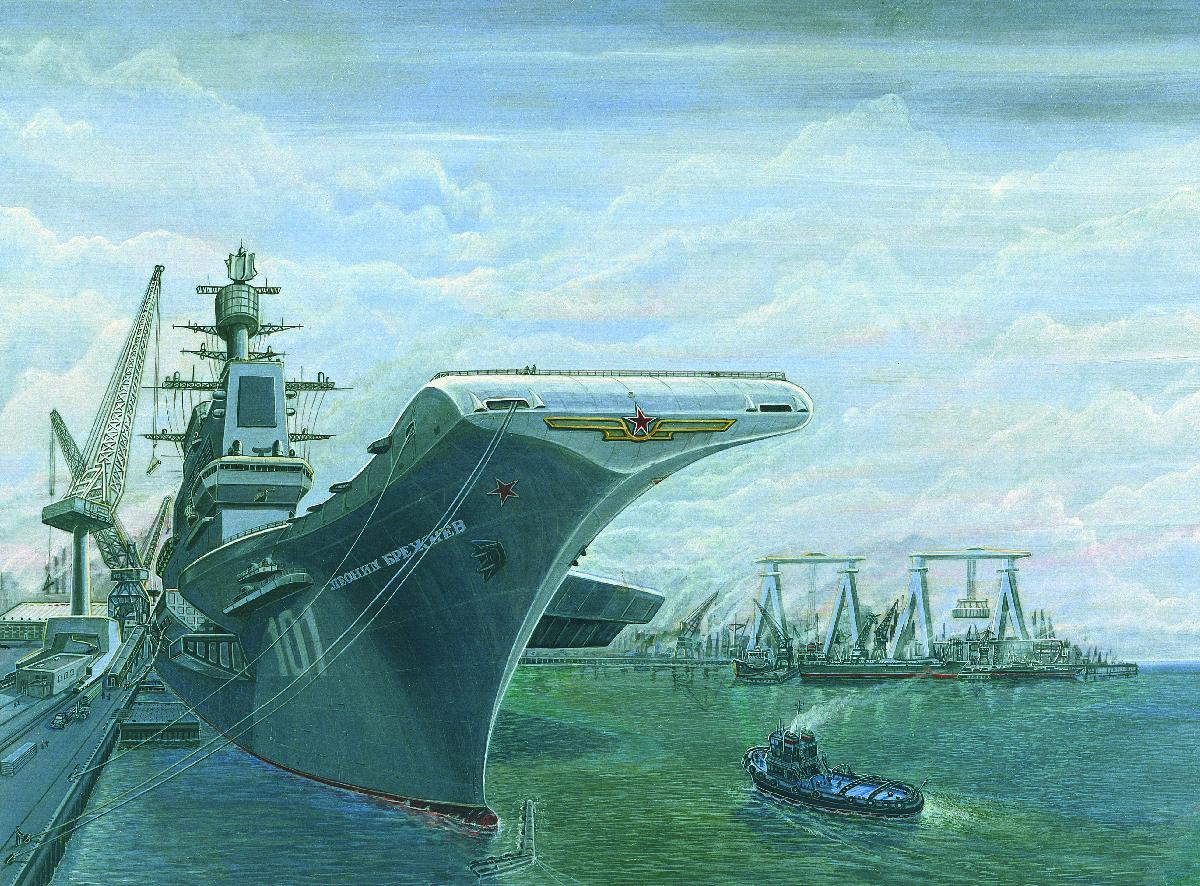
Тяжёлый авианесущий крейсер «Леонид Брежнев»
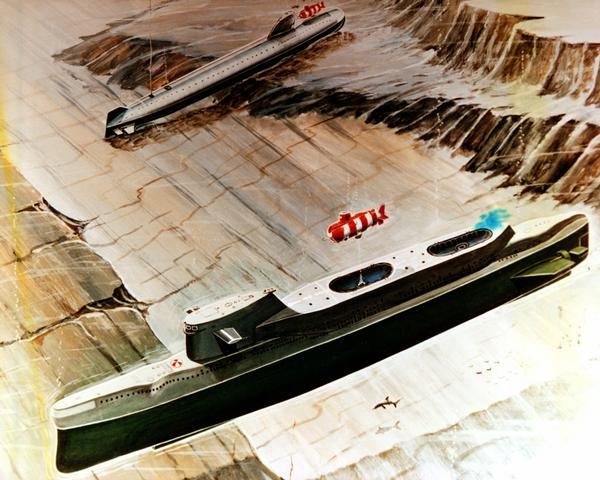
Два СГА проекта 1837 с подводной лодки типа «Ленок» оказывают помощь АПЛ проекта 627